# Championnats d'Océanie de cyclisme sur route 2019
Navigation
Championnats d'Océanie 2018 Championnats d'Océanie 2022
Les Championnats d'Océanie de cyclisme sur route 2019 ont lieu du 15 au 17 mars 2019 en Tasmanie en Australie. Evandale accueille les courses contre-la-montre et Railton les courses en ligne, sur les mêmes parcours que l'année précédente.

## Podiums masculins
| Compétitions             | Or                      | Argent                           | Bronze                  |
| Élites                   |                         |                                  |                         |
| Course en ligne          | Benjamin Dyball (AUS)   | Jason Christie (NZL)             | Chris Harper (AUS)      |
| Contre-la-montre         | Benjamin Dyball (AUS)   | Jason Christie (NZL)             | Michael Freiberg (AUS)  |
| Hommes - Moins de 23 ans |                         |                                  |                         |
| Course en ligne          | Tyler Lindorff (AUS)    | Michael Potter (AUS)             | Peter Livingstone (AUS) |
| Contre-la-montre         | Liam Magennis (AUS)     | Alastair Christie-Johnston (AUS) | Jordan Louis (AUS)      |
| Hommes - Juniors         |                         |                                  |                         |
| Course en ligne          | Finn Fisher-Black (NZL) | Sebastian Barrett (AUS)          | Josh Lane (NZL)         |
| Contre-la-montre         | Finn Fisher-Black (NZL) | Laurence Pithie (NZL)            | Alexander White (NZL)   |

## Podiums féminins
| Compétitions             | Or                     | Argent                 | Bronze                   |
| Élites                   |                        |                        |                          |
| Course en ligne          | Sharlotte Lucas (NZL)  | Sarah Gigante (AUS)    | Jemma Eastwood (AUS)     |
| Contre-la-montre         | Kate Perry (AUS)       | Nicole Frain (AUS)     | Jennifer Pettenon (AUS)  |
| Femmes - Moins de 23 ans |                        |                        |                          |
| Course en ligne          | Sarah Gigante (AUS)    | Jemma Eastwood (AUS)   | Georgia Christie (NZL)   |
| Contre-la-montre         | Sarah Gigante (AUS)    | Georgia Christie (NZL) | Jemma Eastwood (AUS)     |
| Femmes - Juniors         |                        |                        |                          |
| Course en ligne          | Ella Wyllie (NZL)      | Hannah Bartram (NZL)   | Neve Bradbury (AUS)      |
| Contre-la-montre         | Francesca Sewell (AUS) | Catelyn Turner (AUS)   | Henrietta Christie (NZL) |

## Tableaux des médailles
| Rang  | Nation           | Or | Argent | Bronze | Total |
| ----- | ---------------- | -- | ------ | ------ | ----- |
| 1     | Australie        | 8  | 7      | 8      | 23    |
| 2     | Nouvelle-Zélande | 4  | 5      | 4      | 13    |
| Total | Total            | 12 | 12     | 12     | 36    |